# Наті (крейсер)

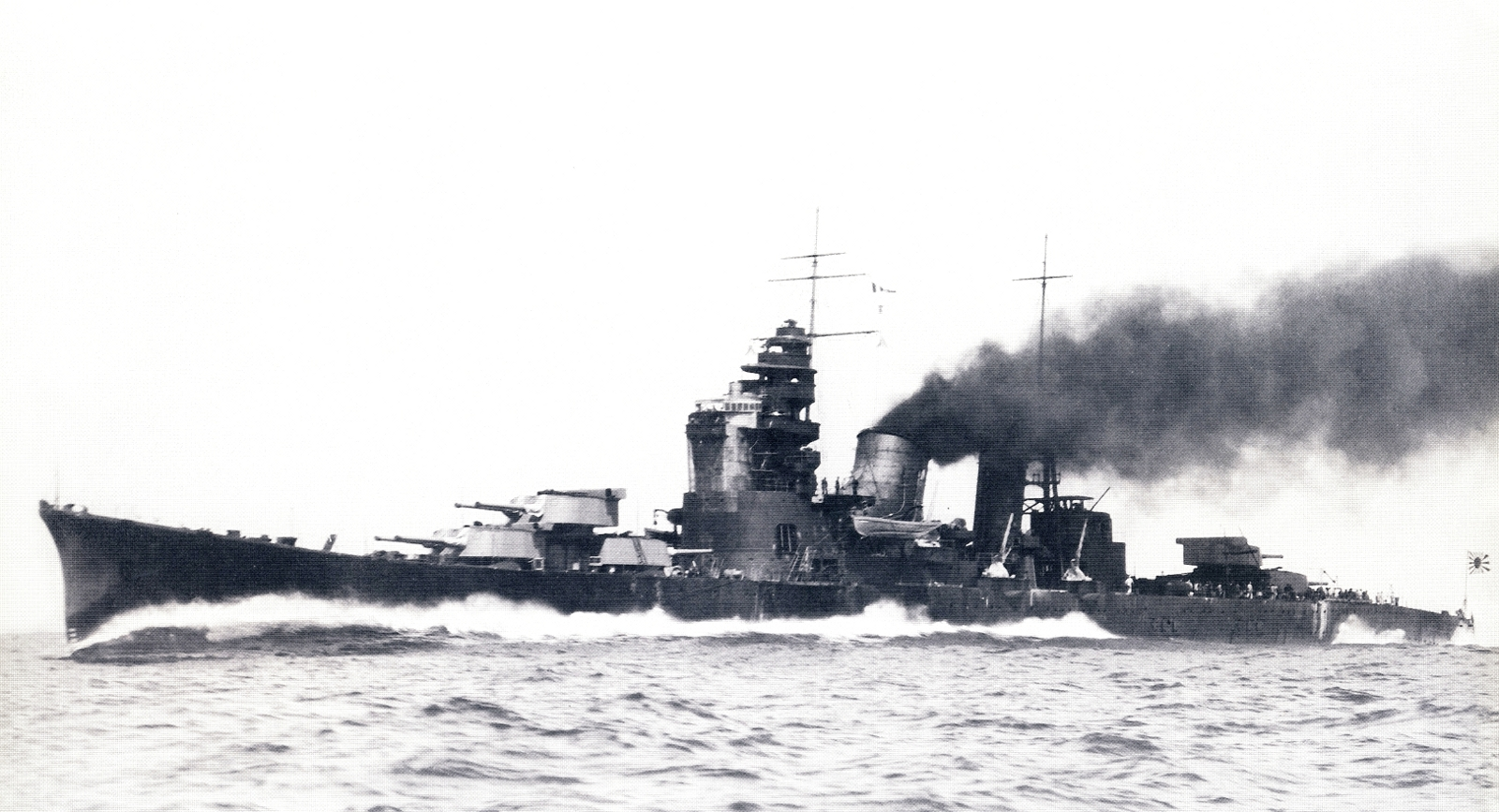
Ходові випробування Наті у 1928 році

Наті (Nachi, яп. 那智) — важкий крейсер Імперського флоту Японії, який брав участь у Другій Світовій війні.

## Будівництво
Корабель, який відносився до крейсерів типу «Мьоко», був споруджений у 1929 році на верфі ВМФ у Куре.

## Служба

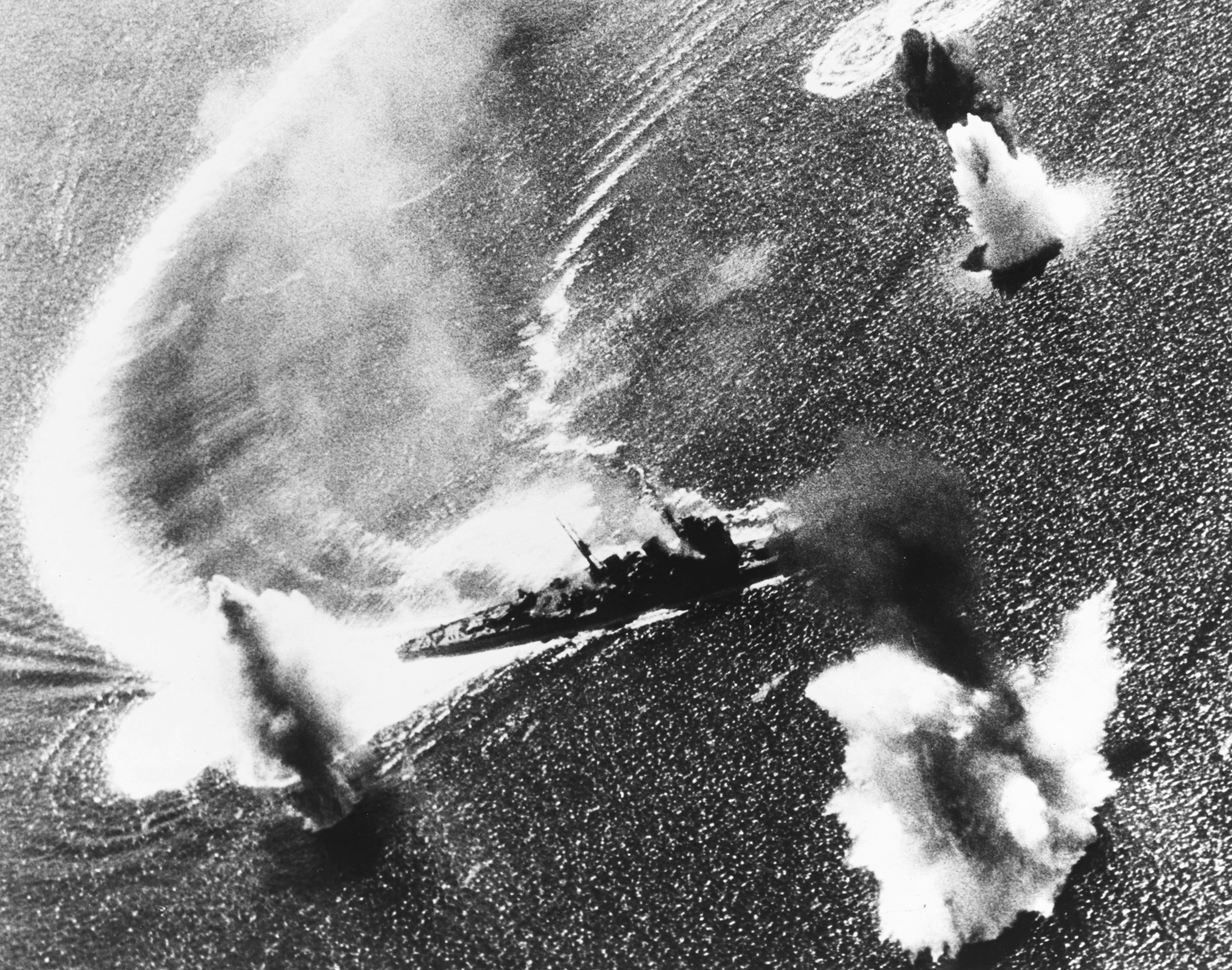
Наті маневрує у Манільській бухті під атакою авіації в день загибелі 5 листопада 1944

Відомо, що 20 — 21 серпня 1937-го на тлі початку Другої японо-китайської війни, Наті разом з великою групою важких крейсерів та есмінців вирушив до узбережжя центрального Китаю, де з 13 серпня почались бої у Шанхаї. Загін доправив на місце військовослужбовців і 22 серпня відбулась висадка японського десанту за кілька десятків кілометрів на схід від Шанхая, що зменшило тиск китайських військ на значно менш численний гарнізон, який японці утримували у певній зоні міста після конфлікту 1932 року («Інцидент 28 січня»).
Станом на 1941 рік корабель належав до 5-ї дивізії крейсерів та на початку грудня знаходився на Палау (західна частина Каролінських островів). 6 грудня Наті разом з двома іншими крейсерами дивізії під охороною двох есмінців вийшов з Палау для виконання функції дистанційного прикриття рейду авіаносця «Рюдзьо» на Давао (стався 8 грудня в день атаки на Перл-Гарбор — проте по іншу сторону лінії зміни дат) та допоміжного десанту на сході Філіппінського архіпелагу. 12 вересня відбулась висадка у Легаспі на південно-східному узбережжі острова Лусон, а через три доби загін повернувся на Палау.
17 грудня 1941-го крейсери знову вийшли у море в межах операції по захопленню порта Давао на південному узбережжі острова Мінданао. 20 числа Давао опинилось у японців, а вже за чотири доби загін дистанційного прикриття забезпечував проведення операції проти Голо на однойменному острові у архіпелазі Сулу. Після цього Наті повернувся на Палау.
29 — 31 грудня 1941-го Наті перейшов до затоки Давао на якірну стоянку в бухті Малалаг-Бей (чотири десятки кілометрів на південний захід від самого Давао), а 9 січня 1942-го вийшов звідси в межах операції з висадки у Менадо на північно-східному півострові острова Целебес. На цей раз Наті діяв у парі з важким крейсером «Хагуро», оскільки третій корабель дивізії «Мьоко» був вимушений вирушити на ремонт до Японії. Висадка відбулась в ніч на 11 січня, проте загін дистанційного прикриття виконував свої функції до 14 числа. 20 січня ці ж крейсери вийшли з Давао для прикриття десанту на південно-східний півострів острова Целебес до Кендарі, який відбувся 24 січня.
29 січня 1942-го Наті та «Хагуро» вирушили з Давао до якірної стоянки Бангка (поблизу Менадо) в межах підтримки операції проти острова Амбон, висадка на який відбулась 31 січня. Повернувшись до Давао, вони вже 6 лютого попрямували звідси для підтримки наступного десанту до Макассару (південно-західний півострів острова Целебес). Загін пройшов через море Серам в море Банда та зайняли позицію за дві з половиною сотні кілометрів на південний захід від Амбону. Висадка в Макассарі відбулась в ніч на 8 лютого та не зустрілась з протидією зі сторони надводних кораблів союзників, тому вже 10 лютого Наті прибув до затоки Старінг-Бей поблизу Кендарі.
17 лютого 1942-го Наті у складі того ж загону дистанційного прикриття полишив Старінг-Бей в межах операції проти острова Тимор, десантування на який відбулось 20 числа, а 22 лютого Наті повернувся у вихідний пункт на Целебесі.
24 лютого 1942-го Наті та «Хагуро» вийшли зі Старінг-Бей в межах операції проти головного острова Нідерландської Ост-Індії Яви. На цей раз, враховуючи наявність в портах Яви значних сил союзників, японське командування змінило традиційну схему операції та не утворило окремий загін дистанційного прикриття. 26 лютого в районі на південь від Банджермасіна (південно-східний край Борнео) крейсери 5-ї дивізії об'єднались із охороною транспортного загону, так що виникло з'єднання у складі 2 важких та 2 легких крейсерів та 16 есмінців. Отримавши відомості про вихід союзних сил в море, японці залишили з транспортами 2 есмінці, а інші кораблі попрямували назустріч ворогу, що вилилось в битву 27 — 28 лютого у Яванському морі. Вважається, що саме «Наті» випустив торпеду, яка уразила та потопила нідерландський легкий крейсер HNLMS Java. Розгром союзних сил дозволив японцям у ніч на 1 березня розпочати висадку на сході Яви.
Вранці 1 березня 1942-го загін, до якого входили Наті та «Хагуро» під охороною 2 есмінців виявив британський важкий крейсер HMS Exeter у супроводі двох есмінців, який намагався прорватись із Сурабаї у напрямку Австралії в обхід Яви зі сходу, що призвело до зіткнення, відомого як Друга битва у Яванському морі. Загін «Наті» розпочав переслідування, при цьому незадовго до опівдня кораблі союзників перестріли інші 2 важкі крейсери «Асігара» (штабний корабель командуючого всією операцією) і «Мьоко» (третій крейсер 5-ї дивізії, який тільки-но повернувся після ремонту). Саме останні першими вступили в бій, а через 55 хвилин вогонь по ворогу відкрив і загін Наті. За кілька хвилин британський крейсер отримав перше влучання снарядом, а потім по ньому провели вдалу торпедну атаку 2 есмінці. Всього через 40 хвилин після першого влучання HMS Exeter затонув.
3 березня 1942-го Наті прибув на південь Целебесу, а 10 березня вирушив на північ (за добу до того сили союзників на Яві капітулювали). 17 березня крейсер досягнув Японії. Оскільки Наті планували тепер задіяти у операціях в північній зоні, наступні кілька тижнів витратили на ремонт та підготовку до дій в умовах холодних морів.
7 — 11 квітня 1942-го Наті пройшов на Хоккайдо. 29 квітня його офіційно виключили зі складу 5-ї дивізії та призначили флагманським кораблем командувача П'ятим флотом (відповідав за північну зону, зокрема, за Курильські, а потім і Алеутські острови). На початку травня крейсер вже вийшов для патрулювання в районі на схід від Курильського архіпелагу, при цьому невдовзі попрямував на допомогу флотському танкеру Shiriya, у якого 10 травня вийшло з ладу кермове управління. Наті розпочав проведення танкеру на буксирі, а потім до операції приєднався легкий крейсер «Тама». 12 травня Shiriya вдалось довести до Аккеші (порт на східному узбережжі Хоккайдо).
26 травня 1942-го Наті у супроводі 2 есмінців вийшов з Омінато (важлива база ВМФ на північному завершенні Хонсю) в межах операції по вторгненню на Алеути. Завданням цього загону був супровід суден постачання та дистанційне прикриття конвоїв, які прямували з десантами на острови Киска та Атту. 2 червня крейсер зайшов на Парамушир (Курильські острови), наступного дня рушив звідси далі та перебував в морі до 23 червня, коли завершив похід у Омінато. Під час цієї операції японці не зустріли протидії ані на суходолі (Киска та Атту не були обложені гарнізонами), ані зі сторони ворожого надводного флоту.

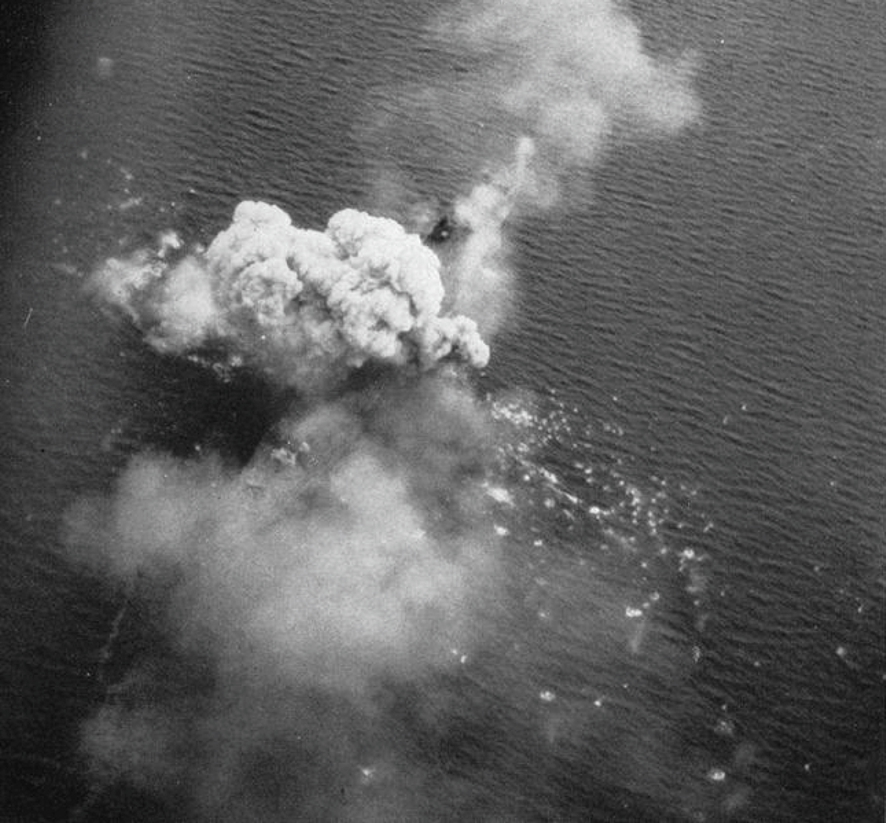
Вид Ураження Наті під час атаки авіації на Манілу 29 жовтня 1944

28 червня 1942-го Наті знову вийшов із Омінато у складі великого з'єднання адмірала Какуто, яке включало ще 2 важкі крейсери, 1 важкий та 1 легкий авіаносці під ескортом 3 легких крейсерів та 14 есмінців. Завданням загону було прикриття доставлення підкріплень на Киску і протидія можливій американській контратаці. 7 липня з'єднання розпочало повернення з Алеутів, зокрема, Наті 14 липня прибув до Йокосуки, де до кінця місяця пройшов ремонт. При цьому з 14 липня 1942-го корабель включили до 21-ї дивізії крейсерів.
2 серпня 1942-го Наті рушив у північну зону та наступні шість місяців ніс тут службу базуючись на Парамушир і Омінато. 29 січня — 5 лютого 1943-го крейсер попрямував до Сасебо, де кілька тижнів проходив ремонт, а 27 лютого — 4 березня здійснив звідси перехід на Парамушир.
З 7 по 13 березня 1943-го Наті разом зі ще одним важким крейсером у супроводі 2 легких крейсерів та 5 есмінців прикривав транспортний загін (легкий крейсер та два транспорти), які 10 березня доставили припаси на Атту.
23 березня 1943-го Наті у складі того ж загону прикриття вийшов у море для охорони трьох транспортів, які прямували на Атту. На цей раз рейс був перерваний зіткненням 26 березня з американським з'єднанням біля Командорських островів. Наті почав готуватись до бою та запуску трьох своїх гідролітаків, при цьому останні ще не встигли катапультувати коли гармати головного калібру відкрили вогонь. Як наслідок, два розвідувальні літаки отримали пошкодження та були скинуті за борт і лише третій зміг піднятись у повітря (він вестиме розвідку, а потім спробує приводнитись біля Атту, проте зазнає аварії, тоді як екіпаж літака у підсумку буде евакуйований до Японії). Далі відбувся кількагодинний бій, під час якого два американські легкі крейсери отримали пошкодження від артилерійського вогню (а от восьмиторпедний залп Наті не приніс жодного успіху). В сам Наті влучило 5 127-мм снарядів з ворожих есмінців, була виведена з ладу перша башта, загинуло 14 моряків. У підсумку транспортна операція була скасована і 28 березня кораблі повернулись на Парамушир. 31 березня Наті рушив до Йокосуки, де до 3 травня провадили ремонт бойових пошкоджень. Крім того, тоді ж встановили 4 додаткові спарені установки 25-мм зенітних автоматів.
11 травня 1943-го американці почали операцію зі здобуття під контроль Атту і того ж дня «Наті» рушив з Йокосуки на Парамушир, куди прибув 15 травня. Японське командування стало збирати сили для протидії ворожій операції та викликало в Японію значні підкріплення з Труку (розташована в центральній частині Каролінських островів головна база японського ВМФ у Океанії, перебування на якій великих сил пояснювалось важкою боротьбою за Соломонові острови). Втім, поки йшла підготовка опір гарнізону Атту добіг завершення і контр-операцію скасували.
У липні 1943-го японці узялись за евакуацію гарнізону з Киски. З 7 по 18 липня у морі перебував великий загін із легких крейсерів та есмінців, який мав зняти з острова бійців, при цьому з 10 по 15 липня Наті разом з іншим важким крейсером виходили з Парамуширу для виконання функції прикриття. В той раз через погану погоду евакуювати Киску не вдалось, проте в кінці місяця зазначене з'єднання легких сил під час другого походу все-таки змогло виконати завдання.
Після цього цілий рік, до кінця липня 1944-го Наті продовжував службу в північній зоні, при цьому 6 вересня 1943-го під час переходу з Омінато на Парамушир по крейсеру дали чотирьохторпедний залп з підводного човна «Галібат» — дві торпеди поцілили Наті, проте не здетонували. В зазначений період корабель кілька раз полишав для проведення ремонту та модернізації, так з 22 листопада 1943 по 22 січня 1944 Наті перебував у Сасебо, де провели модернізацію із встановленням нового радара вивчення повітряної обстановки, а з 21 по 29 червня крейсер пройшов короткостроковий ремонт у Йокосуці.
31 липня — 2 серпня 1944-го Наті полишив північну зону та разом з іншим важким крейсером 21-ї дивізії «Асігара» попрямував до Куре, де перебував більше двох місяців. В цей час знову підсилили зенітне озброєння корабля за рахунок встановлення 2 спарених та 20 одинарних установок 25-мм автоматів, що збільшило загальну кількість стволів такого калібру на кораблі до 44 одиниць.
З 12 по 16 жовтня 1944-го американське авіаносне з'єднання нанесло серію ударів по острову Формоза (Тайвань). На тлі занадто оптимістичних доповідей про результати зворотних дій японське командування вислало 15 жовтня у море загін адмірала Сіми, який мав нанести удар по послабленому (як вважалось) американському флоту. До нього увійшли 2 важкі крейсери 21-ї дивізії (Наті та «Асігара») під охороною легкого крейсера та 7 есмінців. 16 жовтня вони прибули до острова Амаміосіма (центральна група архіпелагу Рюкю), а 18 — 20 жовтня пройшло звідси до Мако (база на Пескадорських островах у південній частині Тайванської протоки). На цьому шляху японський загін, на своє щастя, не зустрів надводних сил ворога та не постраждав від американських підводних човнів, що чотири рази виявляли його, проте так і не змогли зайняти положення для атаки.
Паралельно з цими подіями, союзники розпочали операцію на Філіппінах, і загін Сіми рушив на південь для приєднання до головних сил. Останні прослідували через Бруней, після чого розділились на два з'єднання. Кораблі з Мако вирішили спрямувати услід за диверсійним з'єднанням адмірала Нісімури, який мав рухатись до району висадки союзників у затоці Лейте південним шляхом та відволікти на себе увагу ворожих сил. В ніч на 25 жовтня 1944-го з'єднання Нісімури було повністю знищене в бою у протоці Сурігао. За кілька годин по тому, все ще у темний період доби, сюди підійшов загін Сіми. Виявивши якісь цілі на екранах радарів, Наті та «Асігара» безрезультатно випустили по ним по 8 торпед. Під час необхідного для цього маневру «Наті» зіткнувся із важким крейсером «Могамі» — єдиним поки що вцілілим кораблем Нісімури, який намагався вирватись із протоки. Як наслідок, Наті" втратив носову частину, почалось надходження води в корпус. Враховуючи всі обставини, Сіма наказав рухатись назад. У підсумку під вечір 26 жовтня Асігара та «Наті» змогли досягнути Корону на східному завершенні архіпелагу Палаван, за три сотні кілометрів на південний захід від Маніли (а от «Могамі» був добитий авіацією за кілька годин після зіткнення).
Наступної доби Асігара рушив на південний захід до острова Палаван, а пошкоджений «Наті» попрямував до Маніли, куди прибув 28 жовтня 1928-го. Крейсер поставили для ремонту у сухий док в Кавіте, при цьому вже 29 жовтня під час нальоту на Манілу його поцілили бомбою. Хоча остання була малого калібру, проте викликала детонацію двох власних торпед Наті, загинуло 53 члена екіпажу.

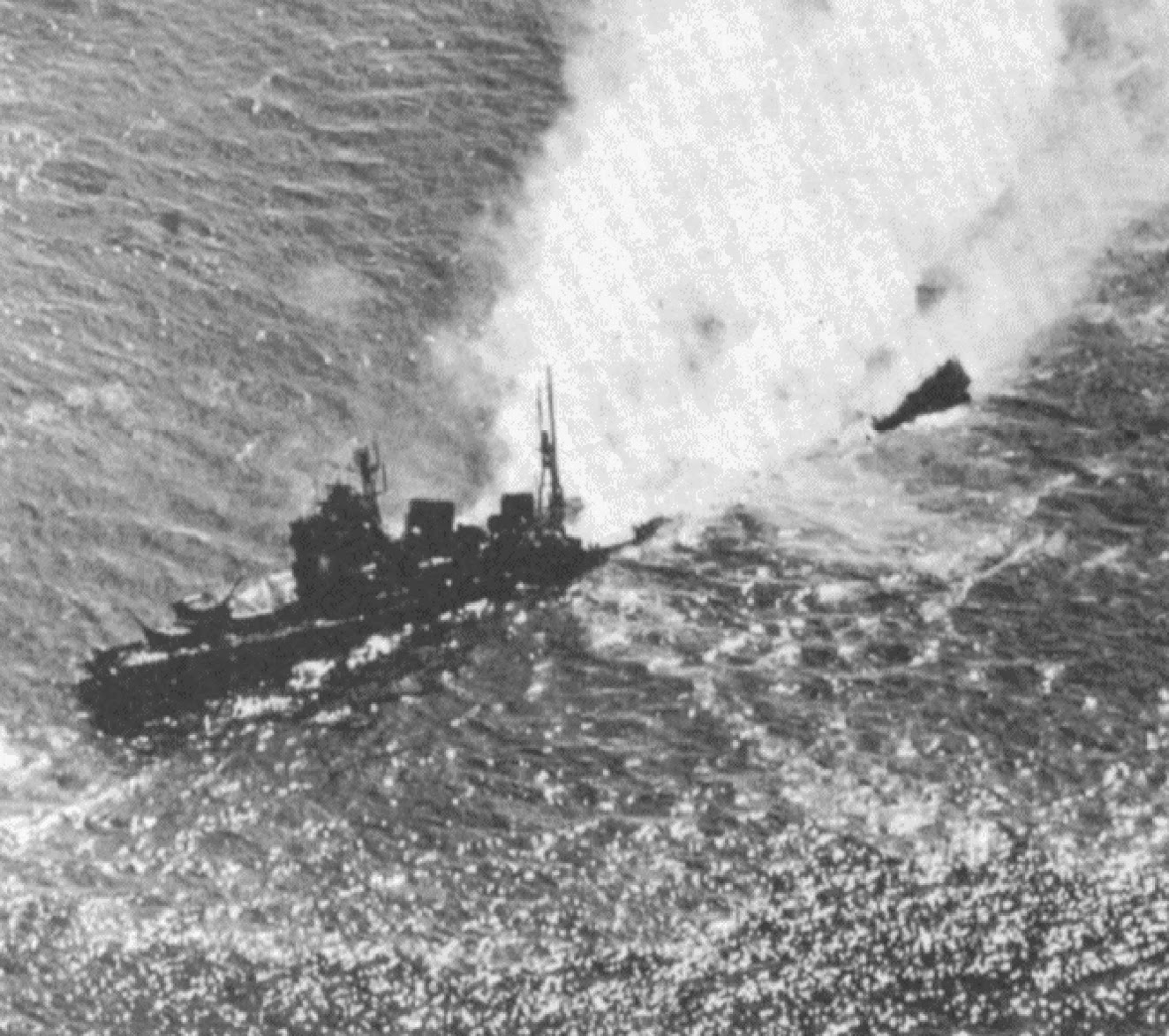
Наті тоне

## Загибель
2 листопада 1943-го тимчасовий ремонт носової частини завершили. Наті полишив док та почав готуватись до переходу в Японію. Втім, 5 листопада відбувся черговий рейд американського авіаносного угруповання на Манілі. Після першого удару, який прийшовся по аеродромах, Наті у супроводі одного есмінця рушив у море. Втім, ще у Манільській бухті в районі на північний схід від островах Коррехідор крейсер був атакований літаками з авіаносця «Ессекс». Хоча останні доповіли про цілий ряд влучань торпедами та бомбами, проте повітряний координатор атак відзначив, що від Наті підіймається лише незначний дим і корабель продовжує маневрувати на високій швидкості. Тому він спрямував для нового удару групу літаків з авіаносця «Лексінгтон». «Наті» отримав влучання 454-кг бомбою між двома передніми баштами головного калібру, від чого почалась сильна пожежа. Також, ймовірно, крейсер поцілила одна торпеда, що призвело до заливання цілого ряду приміщень. Крейсер тимчасово втратив хід, проте через певний час зміг відновити рух зі швидкістю до 8 вузлів. Втім, менш ніж через годину його знову атакували літаки з «Лексінгтон», які досягли чотирьох влучань бомбами. Слідом за цим у «Наті» поцілили аж п'ятьма авіаторпедами, що розірвало крейсер на три частини, які невдовзі затонули.
Члени екіпажу під обстрілом з повітря намагались досягнути узбережжя, при цьому з Маніли для їх порятунку вийшли кілька есмінців та госпітальне судно. У підсумку вдалось врятувати 220 моряків, загинула 881 особа, що перебувала на борту (в тому числі 74 офіцери зі штабу П'ятого флоту). В подальшому 50 вцілілих помістили на судно «Манджу-Мару», яке наприкінці листопада при слідуванні з Маніли було потоплене підводним човном (тоді загинуло 700 із 2400 військовослужбовців, яких евакуювали на «Манджо-Мару»).
У березні 1945-го американські водолази обслідували рештки Наті та підняли деталі радарів і документи.